# Pole karne

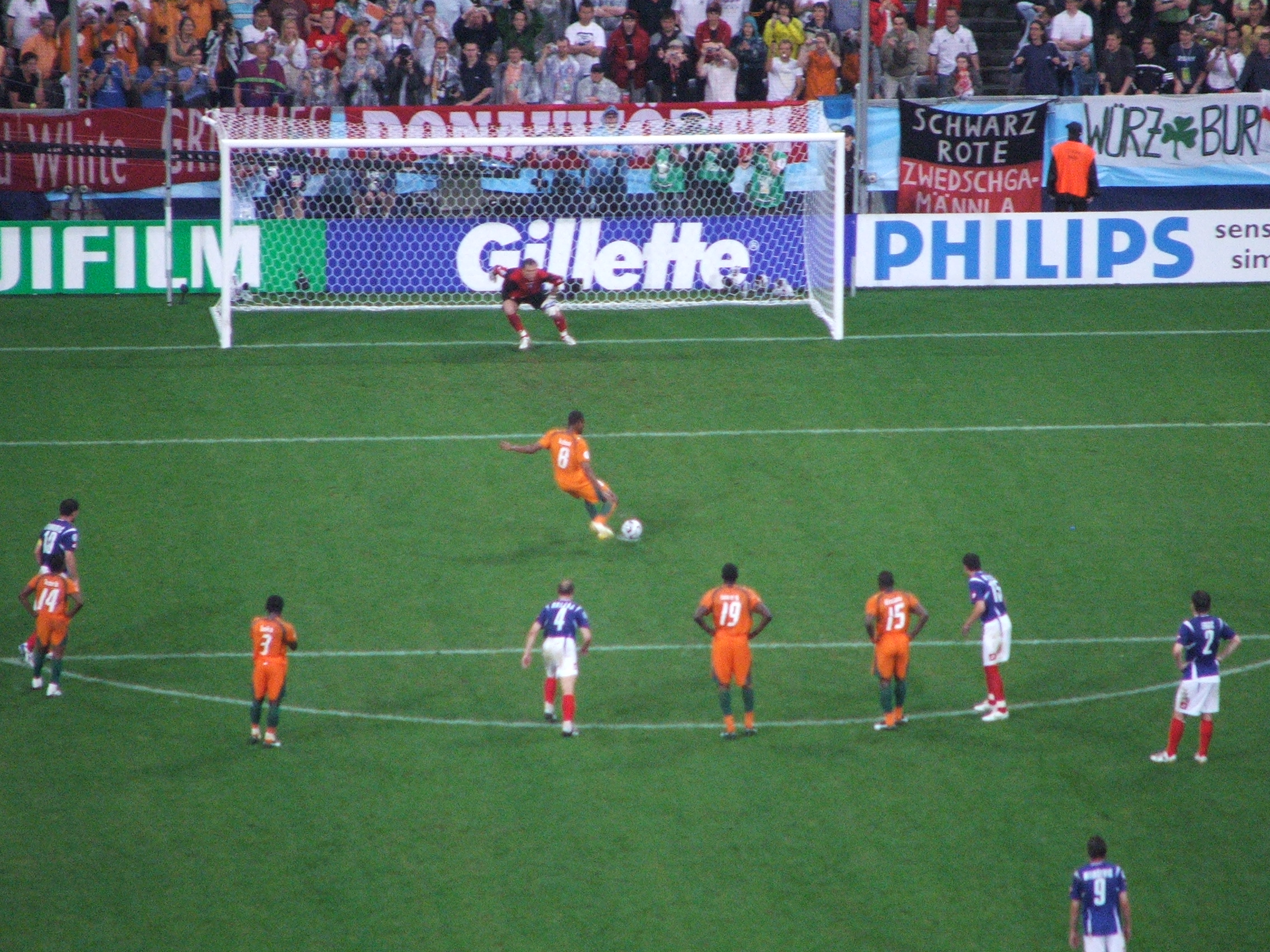
Rzut karny

Pole karne na boisku do piłki nożnej wyznacza się na każdej linii bramkowej w następujący sposób:
Dwie linie wytycza się pod kątem prostym do linii bramkowej, w odległości 16,5 m (18 jardów) od wewnętrznej strony każdego słupka bramki. Te linie rozciągają się na polu gry na odległość 16,4592 m i ich końce połączone są linią równoległą do linii bramkowej. Powierzchnia ograniczona tymi liniami i linią bramkową jest polem karnym. Linie (ok. 12 cm) tworzące pole karne również stanowią jego powierzchnię.
Wewnątrz każdego pola karnego wyznacza się punkt karny w odległości 11 m (ściślej: 10,97 m = 12 jardów) od punktu środkowego pomiędzy słupkami bramkowymi (3,66 m (4 jardy) od słupka) i w równej odległości od nich. Łuk koła o promieniu 9,15 (10 jardów), którego środkiem jest punkt karny wyznacza się na zewnątrz pola karnego.
Powierzchnię pola karnego (wraz z szerokością linii i słupków bramkowych równą po 12 cm) obliczymy w ten sposób:
{\displaystyle 16,5\cdot (2\cdot 16,5+7,32+4\cdot 0,12)=673,2[m^{2}]}
7,32 m – odległość pomiędzy słupkami bramkowymi
16,5 m – odległość od zewnętrznej części słupków do wewnętrznej strony linii bramkowej
12 cm (0,12 m) – szerokość słupków bramkowych
12 cm (0,12 m) – szerokość linii
Specyfika pola karnego polega na tym, że w jego obrębie bramkarz drużyny broniącej może zagrywać piłkę ręką. Poza tym, za przewinienie na graczu drużyny atakującej karane rzutem wolnym bezpośrednim, w obrębie pola karnego sędzia dyktuje rzut karny.

## Pole karne a pole bramkowe
Strefa karna to kluczowy element każdego boiska piłkarskiego, zdefiniowany głównie przez granice końcowe terenu gry. Jego najważniejszym elementem jest bramka. Wszystkie ofensywne działania w piłce nożnej zwykle kierują się w stronę tego obszaru, zwanego potocznie "szesnastką". W jej sercu znajduje się mniejsza przestrzeń, nazywana polem bramkowym, które jest bezpośrednio związane z bramką. To właśnie tam bramkarz najczęściej przebywa, odpierając większość strzałów.